# Ebba Jungmarková
Ebba Anna Jungmark (* 10. března 1987, Onsala, Halland) je švédská atletka, jejíž specializací je skok do výšky.

## Kariéra
První mezinárodní úspěch zaznamenala na evropském olympijském festivalu mládeže v Paříži 2003, kde se umístila na sedmém místě. V roce 2005 skončila na juniorském mistrovství Evropy v litevském Kaunasu ve finále na 12. místě. O rok později se zúčastnila juniorského mistrovství světa v Pekingu, kde skončila pátá za výkon 184 cm. V roce 2007 získala bronzovou medaili na mistrovství Evropy do 23 let v Debrecínu, kde ve finále skočila 189 cm. Stříbro získala Řekyně Adonía Steryíouová a zlato Ruska Světlana Školinová.
Ve stejném roce se také zúčastnila světového šampionátu v japonské Ósace, kde se ale neprobojovala do finálových bojů. V roce 2009 se podělila s Němkou Julií Wannerovou na ME do 23 let v litevském Kaunasu o 5. místo. Na Mistrovství Evropy v atletice 2010 v Barceloně neprošla sítem kvalifikace, kde překonala 190 cm. K postupu do finále bylo potřeba skočit 192 cm.
V roce 2011 vybojovala na halovém ME v Paříži bronzovou medaili. Ve finále třetím pokusem překonala 196 cm. Na MS v atletice 2011 v jihokorejském Tegu nepřekonala kvalifikační limit 195 cm a do finále nepostoupila.

## Osobní rekordy
- hala – 196 cm – 6. března 2011, Paříž
- venku – 194 cm – 13. září 2011, Záhřeb